# Juraszki
Juraszki – wieś w Polsce położona w województwie podlaskim, w powiecie białostockim, w gminie Turośń Kościelna. 
W latach 1975–1998 miejscowość administracyjnie należała do województwa białostockiego.

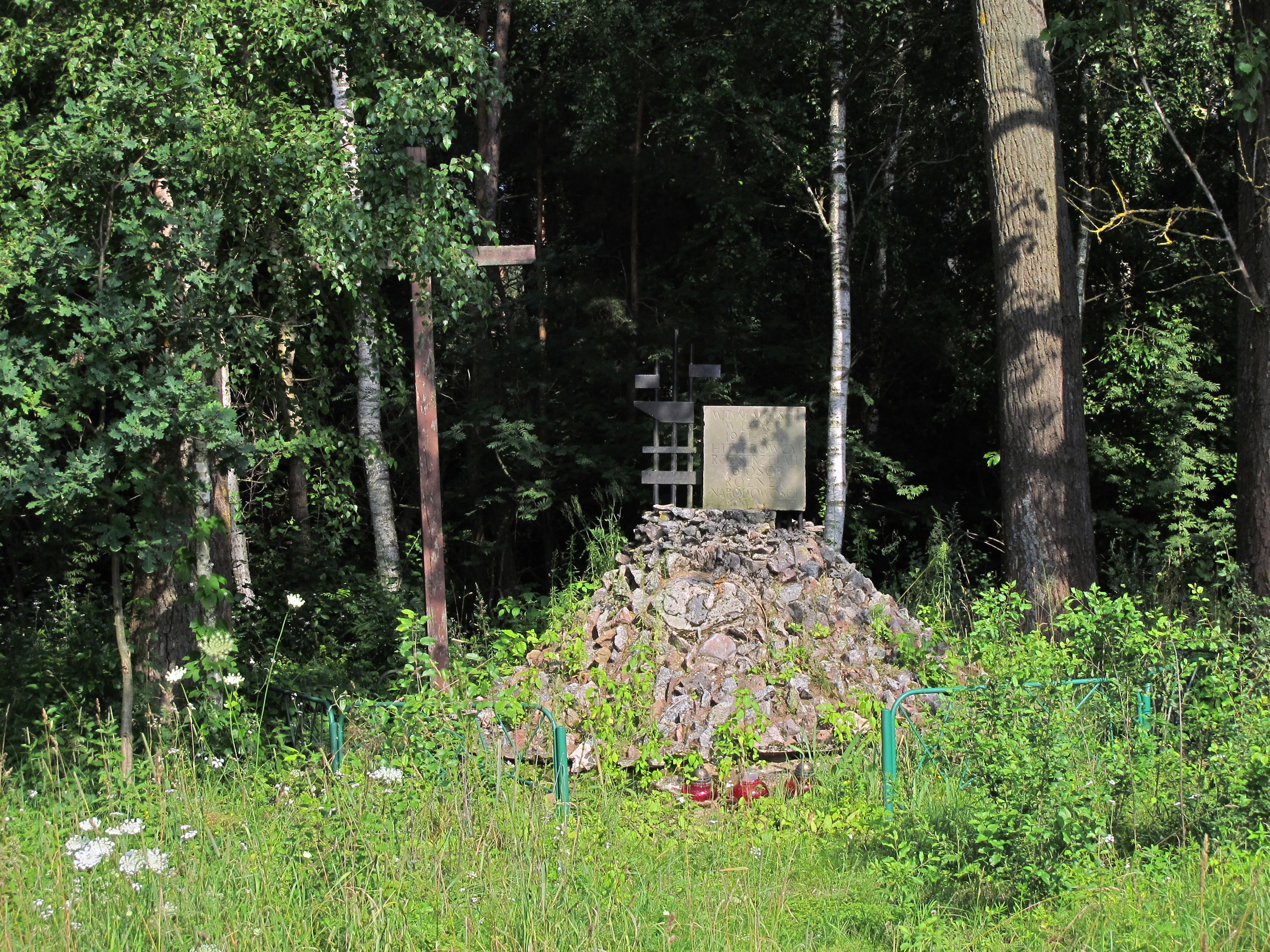
Kopiec na cmentarzu ofiar hitlerowców

W pobliżu wsi znajduje się cmentarz 76 ofiar pomordowanych przez hitlerowców w latach 1941-1944.
Wierni kościoła rzymskokatolickiego należą do parafii Świętej Trójcy w Turośni Kościelnej.